# Magyar férfi vízilabda-válogatott
A magyar férfi vízilabda-válogatott Magyarország nemzeti csapata, amelyet a Magyar Vízilabda-szövetség irányít. Kilencszeres olimpiai bajnok, négyszeres világbajnok és tizenháromszoros Európa-bajnok, ezzel a világ legsikeresebb vízilabda-válogatottja.

## Jelenlegi keret

### Csapattagok
A válogatott kerete a 2025-ös világbajnokságra:
| 01                               | Csoma Kristóf      | K | Bp. Honvéd      | 1992. január 26. (33 évesen)     | 012 |
| 02                               | Angyal Dániel      |   | CN Marseille    | 1992. március 29. (33 évesen)    | 180 |
| 08                               | Burián Gergely     |   | CN Barceloneta  | 1998. március 12. (27 évesen)    | 050 |
| 07                               | Fekete Gergő       |   | Ferencvárosi TC | 2000. június 24. (25 évesen)     | 065 |
| 11                               | Jansik Szilárd     |   | Ferencvárosi TC | 1994. április 6. (31 évesen)     | 114 |
| 09                               | Kovács Péter       |   | BVSC            | 1991. május 16. (34 évesen)      | 035 |
| 03                               | Manhercz Krisztián |   | Ferencvárosi TC | 1997. február 6. (28 évesen)     | 221 |
| 04                               | Molnár Erik        |   | Ferencvárosi TC | 2003. június 24. (22 évesen)     | 048 |
| 06                               | Nagy Ádám          |   | Ferencvárosi TC | 1998. május 19. (27 évesen)      | 104 |
| 15                               | Nagy Ákos          |   | Ferencvárosi TC | 2004. április 15. (21 évesen)    | 015 |
| 05                               | Vámos Márton       |   | Ferencvárosi TC | 1992. június 24. (33 évesen)     | 291 |
| 10                               | Vigvári Vendel     |   | Ferencvárosi TC | 2001. szeptember 10. (23 évesen) | 052 |
| 12                               | Vigvári Vince      |   | CN Barceloneta  | 2003. június 23. (22 évesen)     | 040 |
| 14                               | Vismeg Zsombor     |   | Ferencvárosi TC | 2003. március 14. (22 évesen)    | 025 |
| 13                               | Mizsei Márton      | K | Vasas           | 1999. november 1. (25 évesen)    | 04  |
| Szövetségi kapitány: Varga Zsolt |                    |   |                 |                                  |     |

### Szakmai stáb
| Szövetségi kapitány | Varga Zsolt         |
| Segédedző           | Lukács Gergely      |
| Kapusedző           | Gárdonyi András     |
| Csapatorvos         | dr. Tarjányi Zoltán |
| Csapatmenedzser     | dr. Tóth Szabolcs   |
| Erőnléti Edző       | Csillik Árpád       |
| csapatvezető        | Magyarország        |

## Eredmények

### Olimpiai játékok
Az egyes olimpiákon a következő magyar csapat vett részt: 
| Olimpia           | Helyezés | Szövetségi kapitány | A magyar válogatott tagjai |
| ----------------- | -------- | ------------------- | --- |
| 1912, Stockholm   | 5.       | Speisegger Ernő     | Ádám Sándor, Beleznai László, Fazekas Tibor, Hégner Jenő, Rémi Károly, Wenk János, Zachár Imre |
| 1924, Párizs      | 5.       | Komjádi Béla        | Barta István, Fazekas Tibor, Homonnai Lajos, Homonnai Márton, Keserű Alajos, Keserű Ferenc, Vértesy József, Wenk János                                                                                             |
| 1928, Amszterdam  | Ezüst    | Komjádi Béla        | Barta István, Halassy Olivér, Homonnai Márton, Ivády Sándor, Keserű Alajos, Keserű Ferenc, Vértesy József |
| 1932, Los Angeles | Arany    | Komjádi Béla        | Barta István, Bródy György, Halassy Olivér, Homonnai Márton, Ivády Sándor, Keserű Alajos, Keserű Ferenc, Németh János, Sárkány Miklós, Vértesy József                                                              |
| 1936, Berlin      | Arany    | Beleznay László     | Bozsi Mihály, Bródy György, Brandi Jenő, Halassy Olivér, Homonnai Márton, Hazai Kálmán, Kutasi György, Molnár István, Sárkány Miklós, Németh János, Tarics Sándor                                                  |
| 1948, London      | Ezüst    | Németh János        | Brandi Jenő, Csuvik Oszkár, Fábián Dezső, Gyarmati Dezső, Győrfi Endre, Holop Miklós, Jeney László, Lemhényi Dezső, Pók Pál, Szittya Károly, Szívós István                                                         |
| 1952, Helsinki    | Arany    | Rajki Béla          | Antal Róbert, Bolvári Antal, Fábián Dezső, Gyarmati Dezső, Hasznos István, Jeney László, Kárpáti György, Lemhényi Dezső, Markovits Kálmán, Martin Miklós, Szittya Károly, Szívós István, Vízvári György            |
| 1956, Melbourne   | Arany    | Rajki Béla          | Bolvári Antal, Boros Ottó, Gyarmati Dezső, Hevesi István, Jeney László, Kanizsa Tivadar, Kárpáti György, Markovits Kálmán, Mayer Mihály, Szívós István, Zádor Ervin                                                |
| 1960, Róma        | Bronz    | Lemhényi Dezső      | Bodnár András, Boros Ottó, Dömötör Zoltán, Felkai László, Gyarmati Dezső, Hevesi István, Jeney László, Kanizsa Tivadar, Katona András, Kárpáti György, Konrád János, Markovits Kálmán, Mayer Mihály, Rusorán Péter |
| 1964, Tokió       | Arany    | Laky Károly         | Ambrus Miklós, Bodnár András, Boros Ottó, Dömötör Zoltán, Felkai László, Gyarmati Dezső, Kanizsa Tivadar, Kárpáti György, Konrád János, Mayer Mihály, Pócsik Dénes, Rusorán Péter                                  |
| 1968, Mexikóváros | Bronz    | Markovits Kálmán    | Bodnár András, Dömötör Zoltán, Felkai László, Konrád Ferenc, Konrád János, Mayer Mihály, Molnár Endre, Pócsik Dénes, Sárosi László, Steinmetz János, ifj. Szívós István                                            |
| 1972, München     | Ezüst    | Rajki Béla          | Bodnár András, Cservenyák Tibor, Faragó Tamás, Görgényi István, Kásás Zoltán, Konrád Ferenc, Magas István, Molnár Endre, Pócsik Dénes, Sárosi László, ifj. Szívós István                                           |
| 1976, Montreal    | Arany    | Gyarmati Dezső      | Csapó Gábor, Cservenyák Tibor, Faragó Tamás, Gerendás György, Horkai György, Kenéz György, Konrád Ferenc, Molnár Endre, Sárosi László, Sudár Attila, ifj. Szívós István                                            |
| 1980, Moszkva     | Bronz    | Gyarmati Dezső      | Csapó Gábor, Faragó Tamás, Gerendás György, Hauszler Károly, Horkai György, Kiss István, Kuncz László, Molnár Endre, Sudár Attila, ifj. Szívós István, Udvardi István                                              |
| 1988, Szöul       | 5.       | Kásás Zoltán        | Bujka Gábor, Gyöngyösi András, Keszthelyi Tibor, Kósz Zoltán, Kuna Péter, Mohi Zoltán, Pardi Tibor, Petőváry Zsolt, Pintér István, Tóth László, Schmiedt Gábor, Tóth Imre, Vincze Balázs,                          |
| 1992, Barcelona   | 6.       | Konrád János        | Benedek Tibor, Dóczi István, Gyöngyösi András, Kuna Péter, Nemes Gábor, Petőváry Zsolt, Péter Imre, Schmiedt Gábor, Tóth Frank, Tóth Imre, Tóth László, Varga I. Zsolt, Vincze Balázs                              |
| 1996, Atlanta     | 4.       | Horkai György       | Benedek Tibor, Dala Tamás, Fodor Rajmund, Gyöngyösi András, Kásás Tamás, Kósz Zoltán, Kuna Péter, Monostori Attila, Németh Zsolt, Tóth Frank, Tóth László, Varga I. Zsolt, Vincze Balázs                           |
| 2000, Sydney      | Arany    | Kemény Dénes        | Benedek Tibor, Biros Péter, Fodor Rajmund, Kásás Tamás, Kiss Gergely, Kósz Zoltán, Märcz Tamás, Molnár Tamás, Steinmetz Barnabás, Szécsi Zoltán, Székely Bulcsú, Varga I. Zsolt, Vári Attila                       |
| 2004, Athén       | Arany    | Kemény Dénes        | Benedek Tibor, Biros Péter, Fodor Rajmund, Gergely István, Kásás Tamás, Kiss Gergely, Madaras Norbert, Molnár Tamás, Steinmetz Ádám, Steinmetz Barnabás, Szécsi Zoltán, Varga Tamás, Vári Attila                   |
| 2008, Peking      | Arany    | Kemény Dénes        | Benedek Tibor, Biros Péter, Gergely István, Hosnyánszky Norbert, Kásás Tamás, Kis Gábor, Kiss Gergely, Madaras Norbert, Molnár Tamás, Szécsi Zoltán, Varga Dániel, Varga Dénes, Varga Tamás                        |
| 2012, London      | 5.       | Kemény Dénes        | Biros Péter, Hárai Balázs, Hosnyánszky Norbert, Kásás Tamás, Kiss Gergely dr., Madaras Norbert, Nagy Viktor, Steinmetz Ádám, Szécsi Zoltán, Szivós Márton, Varga Dániel, Varga Dénes, Varga Tamás                  |
| 2016, Rio         | 5.       | Benedek Tibor       | Decker Attila, Decker Ádám, Erdélyi Balázs, Hárai Balázs, Hosnyánszky Norbert, Kis Gábor, Manhercz Krisztián, Nagy Viktor, Szivós Márton, Varga Dániel, Varga Dénes, Vámos Márton, Zalánki Gergő                   |
| 2020, Tokió       | Bronz    | Märcz Tamás         | Angyal Dániel, Erdélyi Balázs, Hárai Balázs, Hosnyánszky Norbert, Jansik Szilárd, Manhercz Krisztián, Mezei Tamás, Nagy Viktor, Pásztor Mátyás, Varga Dénes, Vámos Márton, Vogel Soma, Zalánki Gergő               |
| 2024, Párizs      | 4.       | Varga Zsolt         | Angyal Dániel, Bányai Márk, Fekete Gergő, Hárai Balázs, Jansik Szilárd, Manhercz Krisztián, Molnár Erik, Nagy Ádám, Varga Dénes, Vámos Márton, Vigvári Vince, Vogel Soma, Zalánki Gergő                            |

### Világbajnokság
| Világbajnokság      | Helyezés | Szövetségi kapitány | A magyar válogatott tagjai |
| ------------------- | -------- | ------------------- | --- |
| 1973, Belgrád       |          | Gyarmati Dezső      | Balla Balázs, Bodnár András, Csapó Gábor, Cservenyák Tibor, Faragó Tamás, Görgényi István, Kásás Zoltán, Konrád Ferenc, Molnár Endre, Sárosi László, ifj. Szívós István                                                      |
| 1975, Cali          |          | Gyarmati Dezső      | Bodnár András, Csapó Gábor, Cservenyák Tibor, Faragó Tamás, Görgényi István, Horkai György, Konrád Ferenc, Magas István, Molnár Endre, Sárosi László, ifj. Szívós István                                                     |
| 1978, Nyugat-Berlin |          | Gyarmati Dezső      | Csapó Gábor, Faragó Tamás, Fekete Szilveszter, Gerendás György, Horkai György, Kenéz György, Magas István, Molnár Endre, Somossy József, Sudár Attila, ifj. Szívós István                                                    |
| 1982, Guayaquil     |          | Mayer Mihály        | Bors László, Budavári Imre, Csapó Gábor, Cservenyák Tibor, Gerendás György, Horkai György, Kenéz György, Kiss István, Kuncz László, Schmiedt Gábor, Sudár Attila, Tóth Sándor, Varga János                                   |
| 1986, Madrid        | 9.       | Gyarmati Dezső      | Ambrus Tamás, Csapó Gábor, Dóczi István, Gáspár Árpád, Gyöngyösi András, Kis István, Kuna Péter, Mészáros Csaba, Petőváry Zsolt, Schmiedt Gábor, Szileczky Péter, Tóth Imre, Tóth Sándor                                     |
| 1991, Perth         |          | Konrád János        | Benedek Tibor, Dóczi István, Kuna Péter, Mészáros Csaba, Nemes Gábor, Petőváry Zsolt, Péter Imre, Schmiedt Gábor, Sprok Tibor, Tóth Frank, Tóth Imre, Tóth László, Vincze Balázs                                             |
| 1994, Róma          | 5.       | Horkai György       | Benedek Tibor, Dala Tamás, Fodor Rajmund, Gál András, Kósz Zoltán, Kuna Péter, Monostori Attila, Németh Zsolt, Péter Imre, Tóth Frank, Tóth László, Varga I. Zsolt, Vincze Balázs                                            |
| 1998, Perth         |          | Kemény Dénes        | Benedek Tibor, Fodor Rajmund, Kásás Tamás, Kiss Gergely, Kovács Zoltán, Kósz Zoltán, Märcz Tamás, Molnár Tamás, Steinmetz Barnabás, Tóth Frank, Varga I. Zsolt, Vári Attila, Vincze Balázs                                   |
| 2001, Fukuoka       | 5.       | Kemény Dénes        | Benedek Tibor, Biros Péter, Fodor Rajmund, Kásás Tamás, Kiss Gergely, Kósz Zoltán, Molnár Tamás, Steinmetz Barnabás, Szécsi Zoltán, Székely Bulcsú, Varga Tamás, Varga I. Zsolt, Vári Attila                                 |
| 2003, Barcelona     |          | Kemény Dénes        | Benedek Tibor, Biros Péter, Fodor Rajmund, Gergely István, Kásás Tamás, Kiss Gergely, Madaras Norbert, Molnár Tamás, Steinmetz Barnabás, Szécsi Zoltán, Varga Tamás, Varga II. Zsolt, Vári Attila                            |
| 2005, Montreal      |          | Kemény Dénes        | Biros Péter, Fodor Rajmund, Gergely István, Kásás Tamás, Kiss Csaba, Kiss Gergely, Madaras Norbert, Molnár Tamás, Steinmetz Ádám, Szécsi Zoltán, Szivós Márton, Varga Dániel, Vári Attila                                    |
| 2007, Melbourne     |          | Kemény Dénes        | Benedek Tibor, Biros Péter, Fodor Rajmund, Kásás Tamás, Madaras Norbert, Kis Gábor, Kiss Gergely, Molnár Tamás, Nagy Viktor, Szécsi Zoltán, Szivós Márton, Varga Dániel, Varga Dénes                                         |
| 2009, Róma          | 5.       | Kemény Dénes        | Biros Péter, Gergely István, Gór-Nagy Miklós, Hárai Balázs, Hosnyánszky Norbert, Kis Gábor, Kiss Gergely, Madaras Norbert, Nagy Viktor, Szivós Márton, Varga Dániel, Varga Dénes, Varga II. Zsolt                            |
| 2011, Sanghaj       | 4.       | Kemény Dénes        | Biros Péter, Gór-Nagy Miklós, Hárai Balázs, Hosnyánszky Norbert, Kiss Gergely, Madaras Norbert, Nagy Viktor, Steinmetz Ádám, Szécsi Zoltán, Szivós Márton, Varga Dániel, Varga Dénes, Varga II. Zsolt                        |
| 2013, Barcelona     |          | Benedek Tibor       | Decker Attila, Nagy Viktor, Bátori Bence, Bedő Krisztián, Decker Ádám, Gór-Nagy Miklós, Hárai Balázs, Hosnyánszky Norbert, Madaras Norbert, Szivós Márton, Varga Dániel, Varga Dénes, Vámos Márton                           |
| 2015, Kazan         | 6.       | Benedek Tibor       | Angyal Dániel, Bedő Krisztián, Decker Attila, Erdélyi Balázs, Gór-Nagy Miklós, Hárai Balázs, Hosnyánszky Norbert, Madaras Norbert, Nagy Viktor, Szivós Márton, Varga Dániel, Varga Dénes, Vámos Márton                       |
| 2017, Budapest      |          | Märcz Tamás         | Decker Attila, Decker Ádám, Erdélyi Balázs, Gór-Nagy Miklós, Hárai Balázs, Hosnyánszky Norbert, Manhercz Krisztián, Mezei Tamás, Nagy Viktor, Török Béla, Varga Dénes, Vámos Márton, Zalánki Gergő                           |
| 2019, Kvangdzsu     | 4.       | Märcz Tamás         | Angyal Dániel, Bátori Bence, Hárai Balázs, Jansik Szilárd, Mezei Tamás, Manhercz Krisztián, Nagy Viktor, Pohl Zoltán, Sedlmayer Tamás, Varga Dénes, Vámos Márton, Vogel Soma, Zalánki Gergő                                  |
| 2022, Budapest      | 7.       | Märcz Tamás         | Angyal Dániel, Burián Gergely, Hárai Balázs, Jansik Szilárd, Lévai Márton, Manhercz Krisztián, Mezei Tamás, Nagy Ádám, Pohl Zoltán, Varga Dénes, Vámos Márton, Vogel Soma, Zalánki Gergő                                     |
| 2023, Fukuoka       |          | Varga Zsolt         | Angyal Dániel, Fekete Gergő, Jansik Szilárd, Lévai Márton, Manhercz Krisztián, Molnár Erik, Nagy Ádám, Német Toni, Pohl Zoltán, Varga Dénes, Vámos Márton, Vigvári Vendel, Vigvári Vince, Vogel Soma, Zalánki Gergő          |
| 2024, Doha          | 7.       | Varga Zsolt         | Angyal Dániel, Bányai Márk, Fekete Gergő, Jansik Szilárd, Kovács Péter, Manhercz Krisztián, Nagy Ádám, Német Toni, Pohl Zoltán, Tátrai Dávid, Varga Dénes, Vámos Márton, Vigvári Vince, Vogel Soma, Zalánki Gergő            |
| 2025, Szingapúr     |          | Varga Zsolt         | Csoma Kristóf, Mizsei Márton – Angyal Dániel, Burián Gergely, Fekete Gergő, Jansik Szilárd, Kovács Péter, Manhercz Krisztián, Molnár Erik, Nagy Ádám, Nagy Ákos, Vámos Márton, Vigvári Vendel, Vigvári Vince, Vismeg Zsombor |

### Világkupa
| Világkupa             | Helyezés | Szövetségi kapitány | A magyar válogatott tagjai |
| --------------------- | -------- | ------------------- | --- |
| 1979, Belgrád, Rijeka |          | Gyarmati Dezső      | Budavári Imre, Csapó Gábor, Gerendás György, Hauszler Károly, Horkai György, Kuncz László, Molnár Endre, Somossy József, Sudár Attila, ifj. Szívós István, Wiesner Tamás                                                      |
| 1981, Long Beach      | 6.       | Mayer Mihály        | Budavári Imre, Faragó Tamás, Gál Gyula, Hasznos István, Hauszler Károly, Heltai György, Horkai György, Horváth György, Kenéz György, Kiss István, Kuncz László, Székely Zoltán, Tóth Sándor                                   |
| 1983, Los Angeles     | 7.       | Mayer Mihály        | Bors László, Budavári Imre, Csapó Gábor, Cservenyák Tibor, Gerendás György, Heltai György, Horkai György, Kenéz György, Kiss István, Radnóti György, Schmiedt Gábor, Sudár Attila, Tóth Sándor                                |
| 1989, Nyugat-Berlin   |          | Kásás Zoltán        | Bujka Gábor, Gyöngyösi András, Kuna Péter, Mészáros Csaba, Nemes Gábor, Nitsovits Tamás, Pardi Tibor, Petőváry Zsolt, Pintér István, Tóth Imre, Tóth László, Vincze Balázs, Zantleitner Tamás                                 |
| 1991, Barcelona       | 4.       | Konrád János        | Benedek Tibor, Csizmadia Zsolt, Dóczi István, Kósz Zoltán, Nemes Gábor, Nitsovits Tamás, Petőváry Zsolt, Péter Imre, Schmiedt Gábor, Tóth Frank, Tóth Imre, Tóth László, Vincze Balázs                                        |
| 1993, Athén           |          | Horkai György       | Benedek Tibor, Dala Tamás, Fodor Rajmund, Gyöngyösi András, Kósz Zoltán, Kuna Péter, Monostori Attila, Németh Zsolt, Péter Imre, Tóth Frank, Tóth László, Varga Zsolt, Vincze Balázs                                          |
| 1995, Atlanta         |          | Horkai György       | Dala Tamás, Benedek Tibor, Fodor Rajmund, Gyöngyösi András, Kásás Tamás, Kósz Zoltán, Kuna Péter, Monostori Attila, Németh Zsolt, Tóth Frank, Tóth László, Varga Zsolt, Vincze Balázs                                         |
| 1997, Athén           |          | Kemény Dénes        | Benedek Tibor, Fodor Rajmund, Gál András, Kásás Tamás, Kiss Gergely, Kósz Zoltán, Kovács Zoltán, Molnár Tamás, Tóth Frank, Steinmetz Barnabás, Varga Zsolt, Vári Attila, Vincze Balázs                                        |
| 1999, Sydney          |          | Kemény Dénes        | Biros Péter, Fodor Rajmund, Kásás Tamás, Kiss Gergely, Kósz Zoltán, Märcz Tamás, Molnár Tamás, Steinmetz Barnabás, Szécsi Zoltán, Tóth Frank, Varga Zsolt, Vári Attila, Vincze Balázs                                         |
| 2002, Belgrád         |          | Kemény Dénes        | Bárány Attila, Benedek Tibor, Biros Péter, Fodor Rajmund, Kásás Tamás, Katonás Gergely, Kiss Csaba, Kiss Gergely, Kovács Zoltán, Molnár Tamás, Steinmetz Barnabás, Szécsi Zoltán, Vári Attila                                 |
| 2006, Budapest        |          | Kemény Dénes        | Biros Péter, Fodor Rajmund, Jászberényi Gábor, Kásás Tamás, Kis Gábor, Kiss Csaba, Kiss Gergely, Madaras Norbert, Molnár Tamás, Steinmetz Ádám, Szécsi Zoltán, Szivós Márton, Varga Dániel                                    |
| 2014, Almati          |          | Benedek Tibor       | Angyal Dániel, Bátori Bence, Bedő Krisztián, Decker Attila, Decker Ádám, Erdélyi Balázs, Gór-Nagy Miklós, Hárai Balázs, Hosnyánszky Norbert, Lévai Márton, Madaras Norbert, Varga Dániel, Varga Dénes                         |
| 2018, Berlin          |          | Märcz Tamás         | Bátori Bence, Jansik Dávid, Jansik Szilárd, Kardos Gergely, Kovács Gergő, Manhercz Krisztián, Mezei Tamás, Nagy Ádám, Német Toni, Pásztor Mátyás, Pohl Zoltán, Vogel Soma, Zalánki Gergő                                      |
| 2023, Los Angeles     | 4.       | Varga Zsolt         | Angyal Dániel, Fekete Gergő, Jansik Szilárd, Konarik Ákos, Lévai Márton, Manhercz Krisztián, Molnár Erik, Nagy Ádám, Német Toni, Vámos Márton, Varga Dénes, Vigvári Vendel, Vigvári Vince, Vogel Soma, Zalánki Gergő          |
| 2025, Podgorica       |          | Varga Zsolt         | Batizi Benedek, Bedő Krisztián, Burián Gergely, Csoma Kristóf, Fekete Gergő, Gyapjas Viktor, Kovács Péter, Manhercz Krisztián, Nagy Ádám, Nagy Ákos, Tátrai Dávid, Varga Vince, Vigvári Vendel, Vigvári Vince, Vismeg Zsombor |

| Év       | Helyezés       | M                                      | Gy                                     | D                                      | V                                      | Lg                                     | Kg                                     | Ga                                     |
| -------- | -------------- | -------------------------------------- | -------------------------------------- | -------------------------------------- | -------------------------------------- | -------------------------------------- | -------------------------------------- | -------------------------------------- |
| 1979     |                | 7                                      | 5                                      | 1                                      | 1                                      | 37                                     | 28                                     | +9                                     |
| 1981     | 6.             | 7                                      | 3                                      | 0                                      | 4                                      | 64                                     | 56                                     | +8                                     |
| 1983     | 7.             | 7                                      | 0                                      | 4                                      | 3                                      | 57                                     | 64                                     | -7                                     |
| 1985     | nem jutott be  | Az 1984-es olimpiáról lehetett bejutni | Az 1984-es olimpiáról lehetett bejutni | Az 1984-es olimpiáról lehetett bejutni | Az 1984-es olimpiáról lehetett bejutni | Az 1984-es olimpiáról lehetett bejutni | Az 1984-es olimpiáról lehetett bejutni | Az 1984-es olimpiáról lehetett bejutni |
| 1987     | nem jutott be  | Az 1986-os vb 1-7. helyezettje indult  | Az 1986-os vb 1-7. helyezettje indult  | Az 1986-os vb 1-7. helyezettje indult  | Az 1986-os vb 1-7. helyezettje indult  | Az 1986-os vb 1-7. helyezettje indult  | Az 1986-os vb 1-7. helyezettje indult  | Az 1986-os vb 1-7. helyezettje indult  |
| 1989     |                | 5                                      | 3                                      | 0                                      | 2                                      | 40                                     | 36                                     | +4                                     |
| 1991     | 4.             | 5                                      | 2                                      | 1                                      | 2                                      | 48                                     | 42                                     | +6                                     |
| 1993     |                | 5                                      | 4                                      | 0                                      | 1                                      | 39                                     | 30                                     | +9                                     |
| 1995     |                | 5                                      | 4                                      | 1                                      | 0                                      | 51                                     | 34                                     | +17                                    |
| 1997     |                | 5                                      | 3                                      | 1                                      | 1                                      | 38                                     | 29                                     | +9                                     |
| 1999     |                | 5                                      | 4                                      | 0                                      | 1                                      | 44                                     | 24                                     | +20                                    |
| 2002     |                | 6                                      | 3                                      | 0                                      | 3                                      | 48                                     | 43                                     | +5                                     |
| 2006     |                | 5                                      | 4                                      | 0                                      | 1                                      | 57                                     | 35                                     | +22                                    |
| 2010     | nem vett részt | nem vett részt                         | nem vett részt                         | nem vett részt                         | nem vett részt                         | nem vett részt                         | nem vett részt                         | nem vett részt                         |
| 2014     |                | 6                                      | 4                                      | 2                                      | 0                                      | 61                                     | 35                                     | +26                                    |
| 2018     |                | 6                                      | 5                                      | 0                                      | 1                                      | 70                                     | 57                                     | +13                                    |
| Összesen | 13/15          | 74                                     | 44                                     | 10                                     | 20                                     | 654                                    | 513                                    | +141                                   |

### Világliga
| Év   | Helyezés   |
| ---- | ---------- |
| 2002 | Bronzérmes |
| 2003 | Aranyérmes |
| 2004 | Aranyérmes |
| 2005 | Ezüstérmes |
| 2006 | Nem indult |
| 2007 | Ezüstérmes |
| 2008 | Nem indult |
| 2009 | Nem indult |
| 2010 | Nem indult |
| 2011 | Nem indult |
| 2012 | Nem indult |
| 2013 | Ezüstérmes |
| 2014 | Ezüstérmes |
| 2015 | 6.         |
| 2016 | Selejtező  |
| 2017 | Nem indult |
| 2018 | Ezüstérmes |
| 2019 | 5.         |
| 2020 | Selejtező  |
| 2022 | Selejtező  |

### Európa-bajnokság
| Európa-bajnokság          | Helyezés   | Szövetségi kapitány | A magyar válogatott tagjai |
| ------------------------- | ---------- | ------------------- | --- |
| 1926, Budapest            |            | Beleznay Ernő       | Barta István, Fazekas Tibor, Homonnai Márton, Keserű Alajos, Keserű Ferenc, Vértesy József, Wenk János |
| 1927, Bologna             |            | Komjádi Béla        | Barta István, Czele László, Fazekas Tibor, Homonnai Márton, Keserű Alajos, Keserű Ferenc, Vértesy József, Wenk János |
| 1931, Párizs              |            | Speisegger Ernő     | Barta István, Bozsi Mihály, Bródy György, Halassy Olivér, Homonnai Márton, Ivády Sándor, Keserű Alajos, Keserű Ferenc, Németh János, Sárkány Miklós, Vértesy József                                                                 |
| 1934, Magdeburg           |            | Beleznay László     | Bozsi Mihály, Brandi Jenő, Bródy György, Halassy Olivér, Homonnai Márton, Ivády Sándor, Keserű Alajos, Kutasi György, Németh János, Sárkány Miklós, Vértesy József                                                                  |
| 1938, London              |            | Ivády Sándor        | Bozsi Mihály, Brandi Jenő, Halassy Olivér, Kánásy Gyula, Kislégi Kálmán, Mezei Ferenc, Mezei István, Molnár István, Németh János, Sárkány Miklós, Tolnay József                                                                     |
| 1947, Monte Carlo         | 4.         | Sárkány Miklós      | Brandi Jenő, Fábián Dezső, Jeney László, Kislégi Kálmán, Kutasi György, Pataki Imre, Szigeti József, Szittya Károly, Szívós István, Vágó Imre                                                                                       |
| 1950, Bécs                | Nem indult |                     | |
| 1954, Torino              |            | Lemhényi Dezső      | Bolvári Antal, Boros Ottó, Gyarmati Dezső, Hevesi István, Jeney László, Kárpáti György, Markovits Kálmán, Martin Miklós, Szabó Aladár, Szívós István, Vízvári György                                                                |
| 1958, Budapest            |            | Lemhényi Dezső      | Boros Ottó, Csillag Gábor, Dömötör Zoltán, Hevesi István, Jeney László, Kanizsa Tivadar, Kárpáti György, Katona András, Markovits Kálmán, Mayer Mihály, Molnár Róbert, Pintér István, Váczi József                                  |
| 1962, Lipcse              |            | Laky Károly         | Ambrus Miklós, Bodnár András, Boros Ottó, Dömötör Zoltán, Felkai László, Gyarmati Dezső, Kanizsa Tivadar, Kárpáti György, Katona András, Konrád János, Konrád Sándor, Markovits Kálmán, Mayer Mihály, Pócsik Dénes                  |
| 1966, Utrecht             | 5.         | Markovits Kálmán    | Ambrus Miklós, Bodnár András, Dömötör Zoltán, Felkai László, Kárpáti György, Konrád Ferenc, Konrád János, Molnár Endre, Pócsik Dénes, Rusorán Péter, Szívós István                                                                  |
| 1970, Barcelona           |            | Rajki Béla          | Bodnár András, Cservenyák Tibor, Faragó Tamás, Görgényi István, Gyerő Csaba, Kásás Zoltán, Konrád Ferenc, Sárosi László, Steinmetz János, Szívós István, Wiesner Tamás                                                              |
| 1974, Bécs                |            | Gyarmati Dezső      | Bodnár András, Csapó Gábor, Cservenyák Tibor, Faragó Tamás, Görgényi István, Horkai György, Kásás Zoltán, Konrád Ferenc, Molnár Endre, Sárosi László, Szívós István                                                                 |
| 1977, Jönköping           |            | Gyarmati Dezső      | Csapó Gábor, Faragó Tamás, Gerendás György, Horkai György, Kenéz György, Magas István, Molnár Endre, Somossy József, Steinmetz János, Sudár Attila, Szívós István, Wolf Péter, Wiesner Tamás                                        |
| 1981, Split               |            | Mayer Mihály        | Bors László, Cservenyák Tibor, Fehér András, Gerendás György, Heltai György, Horkai György, Kenéz György, Kiss István, Kuncz László, Schmiedt Gábor, Somossy József, Sudár Attila, Varga János                                      |
| 1983, Róma                |            | Rusorán Péter       | Bors László, Csapó Gábor, Budavári Imre, Cservenyák Tibor, Gerendás György, Horkai György, Kenéz György, Kiss István, Kuncz László, Schmiedt Gábor, Somossy József, Sudár Attila, Tóth Sándor                                       |
| 1985, Szófia              | 5.         | Rusorán Péter       | Ambrus Tamás, Budavári Imre, Csapó Gábor, Faragó Tamás, Gerendás György, Horkai György, Keszthelyi Tibor, Kiss István, Kuna Péter, Kuncz László, Nemes Gábor, Schmiedt Gábor, Somossy József, Sudár Attila, Udvardi István          |
| 1987, Strasbourg          | 5.         | Kásás Zoltán        | Bujka Gábor, Gyöngyösi András, Keszthelyi Tibor, Kósz Zoltán, Kuna Péter, Mészáros Csaba, Mohi Zoltán, Petőváry Zsolt, Pintér István, Schmiedt Gábor, Sprock Tibor, Tóth Imre, Tóth László (1967), Vincze Balázs, Zantleitner Tamás |
| 1989, Bonn                | 9.         | Kásás Zoltán        | Bujka Gábor, Gyöngyösi András, Kuna Péter, Mészáros Csaba, Nemes Gábor, Nitsovits Tamás, Pardi Tibor, Petőváry Zsolt, Péter Imre, Pintér István, Schmiedt Gábor, Tóth Imre, Tóth László, Vincze Balázs, Zantleitner Tamás           |
| 1991, Athén               | 5.         | Konrád János        | Benedek Tibor, Csizmadia Zsolt, Dóczi István, Kósz Zoltán, Mészáros Csaba, Nemes Gábor, Nitsovits Tamás, Petőváry Zsolt, Péter Imre, Schmiedt Gábor, Sprock Tibor, Tóth Frank, Tóth Imre, Tóth László, Vincze Balázs                |
| 1993, Sheffield           |            | Horkai György       | Benedek Tibor, Dala Tamás, Fodor Rajmund, Gyöngyösi András, Kuna Péter, Lihótzky Károly, Monostori Attila, Nemes Gábor, Németh Zsolt, Péter Imre, Steinmetz Barnabás, Tóth Frank, Tóth László, Vincze Balázs, Varga I. Zsolt        |
| 1995, Bécs                |            | Horkai György       | Benedek Tibor, Dala Tamás, Fodor Rajmund, Gyöngyösi András, Kásás Tamás, Kósz Zoltán, Kuna Péter, Märcz Tamás, Monostori Attila, Németh Zsolt, Tóth Frank, Tóth László, Varga Tamás, Varga I. Zsolt, Vincze Balázs                  |
| 1997, Sevilla             |            | Kemény Dénes        | Benedek Tibor, Fodor Rajmund, Kásás Tamás, Kiss Gergely, Kovács Zoltán, Kósz Zoltán, Märcz Tamás, Molnár Tamás, Németh Zsolt, Steinmetz Barnabás, Székely Bulcsú, Tóth Frank, Varga I. Zsolt, Vári Attila, Vincze Balázs            |
| 1999, Firenze             |            | Kemény Dénes        | Biros Péter, Fodor Rajmund, Kásás Tamás, Kiss Csaba, Kiss Gergely, Kovács Zoltán, Kósz Zoltán, Märcz Tamás, Molnár Tamás, Steinmetz Barnabás, Székely Bulcsú, Tóth Frank, Varga I. Zsolt, Vári Attila, Vincze Balázs                |
| 2001, Budapest            |            | Kemény Dénes        | Benedek Tibor, Biros Péter, Fodor Rajmund, Kásás Tamás, Kiss Csaba, Kiss Gergely, Kósz Zoltán, Märcz Tamás, Molnár Tamás, Steinmetz Barnabás, Szécsi Zoltán, Székely Bulcsú, Varga Tamás, Varga I. Zsolt, Vári Attila               |
| 2003, Kranj               |            | Kemény Dénes        | Benedek Tibor, Biros Péter, Fodor Rajmund, Katonás Gergely, Kásás Tamás, Kiss Csaba, Kiss Gergely, Kovács Zoltán, Madaras Norbert, Molnár Tamás, Steinmetz Ádám, Steinmetz Barnabás, Szécsi Zoltán, Varga II. Zsolt, Vári Attila    |
| 2006, Belgrád             |            | Kemény Dénes        | Biros Péter, Fodor Rajmund, Gór-Nagy Miklós, Jászberényi Gábor, Hosnyánszky Norbert, Kásás Tamás, Kis Gábor, Kiss Gergely, Madaras Norbert, Molnár Tamás, Steinmetz Ádám, Szécsi Zoltán, Szivós Márton, Varga Dániel, Varga Dénes   |
| 2008, Málaga              |            | Kemény Dénes        | Benedek Tibor, Biros Péter, Hosnyánszky Norbert, Kásás Tamás, Kis Gábor, Kiss Gergely, Madaras Norbert, Molnár Tamás, Nagy Viktor, Szécsi Zoltán, Varga Dániel, Varga Dénes, Varga Tamás                                            |
| 2010, Zágráb              | 4.         | Kemény Dénes        | Biros Péter, Bundschuh Erik, Hárai Balázs, Hosnyánszky Norbert, Kis Gábor, Madaras Norbert, Nagy Viktor, Szécsi Zoltán, Szivós Márton, Török Béla, Varga Dániel, Varga Dénes, Vámos Márton                                          |
| 2012, Eindhoven           |            | Kemény Dénes        | Baksa László, Biros Péter, Hárai Balázs, Hosnyánszky Norbert, Katonás Gergely, Kásás Tamás, Kiss Gergely, Madaras Norbert, Steinmetz Ádám, Szécsi Zoltán, Szivós Márton, Varga Dániel, Varga Dénes                                  |
| 2014, Budapest            |            | Benedek Tibor       | Decker Attila, Decker Ádám, Erdélyi Balázs, Gór-Nagy Miklós, Hárai Balázs, Hosnyánszky Norbert, Madaras Norbert, Nagy Viktor, Szivós Márton, Tóth Márton, Varga Dániel, Varga Dénes, Vámos Márton                                   |
| 2016, Belgrád             |            | Benedek Tibor       | Bátori Bence, Bisztritsányi Dávid, Decker Ádám, Erdélyi Balázs, Gór-Nagy Miklós, Hárai Balázs, Hosnyánszky Norbert, Kis Gábor, Manhercz Krisztián, Nagy Viktor, Varga Dániel, Varga Dénes, Vámos Márton                             |
| 2018, Barcelona           | 8.         | Märcz Tamás         | Angyal Dániel, Bátori Bence, Bedő Krisztián, Erdélyi Balázs, Jansik Dávid, Kovács Gergő, Manhercz Krisztián, Mezei Tamás, Nagy Viktor, Pohl Zoltán, Vámos Márton, Vogel Soma, Zalánki Gergő                                         |
| 2020, Budapest            |            | Märcz Tamás         | Angyal Dániel, Erdélyi Balázs, Hárai Balázs, Hosnyánszky Norbert, Jansik Szilárd, Mezei Tamás, Manhercz Krisztián, Nagy Viktor, Pohl Zoltán, Varga Dénes, Vámos Márton, Vogel Soma, Zalánki Gergő                                   |
| 2022, Split               |            | Varga Zsolt         | Ágh György, Angyal Dániel, Burián Gergely, Fekete Gergő, Jansik Szilárd, Konarik Ákos, Lévai Márton, Manhercz Krisztián, Molnár Erik, Nagy Ádám, Német Toni, Vadovics Viktor, Vigvári Vendel, Vogel Soma, Zalánki Gergő             |
| 2024, Dubrovnik és Zágráb | 4.         | Varga Zsolt         | Bányai Márk, Burián Gergely, Fekete Gergő, Gyapjas Viktor, Hárai Balázs, Kovács Péter, Molnár Erik, Nagy Ádám, Pohl Zoltán, Szeghalmi Zsombor, Tátrai Dávid, Varga Vince, Vigvári Vendel, Vigvári Vince, Vismeg Zsombor             |

## A magyar válogatott szövetségi kapitányai
| Név              | Kapitányság | Kapitányság | Megjegyzés |
| Név              | kezdete     | vége        | Megjegyzés |
| Speisegger Ernő  | 1912        | 1913        |            |
| Keler Tibor      | 1921        | 1923        |            |
| Komjádi Béla     | 1924        | 1924        |            |
| Beleznay Ernő    | 1925        | 1926        |            |
| Komjádi Béla     | 1927        | 1929        | másodszor  |
| Speisegger Ernő  | 1930        | 1931        | másodszor  |
| Komjádi Béla     | 1932        | 1932        | harmadszor |
| Jónás István     | 1933        | 1933        |            |
| Beleznay László  | 1934        | 1936        |            |
| Ivády Sándor     | 1937        | 1939        |            |
| Vízvári Károly   | 1940        | 1940        |            |
| Simkó János      | 1941        | 1941        |            |
| Németh János     | 1942        | 1943        |            |
| Vértessy József  | 1944        | 1944        |            |
| Sárkány Miklós   | 1945        | 1947        |            |
| Németh János     | 1948        | 1948        | másodszor  |
| Vértesy József   | 1949        | 1950        | másodszor  |
| Rajki Béla       | 1951        | 1952        |            |
| Lemhényi Dezső   | 1953        | 1954        |            |
| Rajki Béla       | 1955        | 1957        | másodszor  |
| Lemhényi Dezső   | 1958        | 1960        | másodszor  |
| Laky Károly      | 1961        | 1964        |            |
| Brandi Jenő      | 1965        | 1965        |            |
| Markovits Kálmán | 1966        | 1968        |            |
| Bartalis István  | 1969        | 1969        |            |
| Rajki Béla       | 1970        | 1972        | harmadszor |
| Gyarmati Dezső   | 1973        | 1980        |            |
| Mayer Mihály     | 1980        | 1982        |            |
| Rusorán Péter    | 1983        | 1985        |            |
| Gyarmati Dezső   | 1986        | 1986        | másodszor  |
| Kásás Zoltán     | 1987        | 1989        |            |
| Konrád János     | 1990        | 1992        |            |
| Horkai György    | 1993        | 1996        |            |
| Kemény Dénes     | 1997        | 2012        |            |
| Benedek Tibor    | 2013        | 2016        |            |
| Märcz Tamás      | 2017        | 2022        |            |
| Varga Zsolt      | 2022        |             |            |